# لويس إزيتا
لويس إزيتا (بالإسبانية: Luis Izzeta)‏ (تاريخ الميلاد غير معلوم - تاريخ الوفاة غير معلوم) لاعب كرة قدم أرجنتيني راحل كان يجيد اللعب في خط الهجوم.
لعب طوال مسيرته الرياضية في نادي ديفينسوريس دي بيلغرانو.
شارك مع منتخب الأرجنتين في بطولة كأس العالم 1934 في إيطاليا حيث خرج من الدور الثمن النهائي.

## وصلات خارجية
- لويس إزيتا على موقع الاتحاد الدولي (مؤرشف)  (الإنجليزية)
- لويس إزيتا على موقع Soccerway.com (الإنجليزية)
- لويس إزيتا على موقع عالم كرة القدم.نت (الإنجليزية)
- هذا سيرة ذاتية